# Zbigniew Lasocik
Zbigniew Lasocik (ur. 1957) – polski prawnik i kryminolog, profesor zwyczajny nauk prawnych, kierownik Ośrodka Badań Handlu Ludźmi na Wydziale Nauk Politycznych i Studiów Międzynarodowych Uniwersytetu Warszawskiego.  

## Życiorys
Ukończył studia na Wydziale Prawa i Administracji UW oraz w Instytucie Profilaktyki Społecznej i Resocjalizacji UW. 13 maja 1991 r. uzyskał na Wydziale Prawa i Administracji stopień naukowy doktora nauk prawnych na podstawie pracy Praktyki religijne więźniów. 28 kwietnia 2004 r. uzyskał habilitację na tym samym wydziale na podstawie dorobku naukowego oraz rozprawy Zabójca zawodowy i na zlecenie. 17 lipca 2013 r. otrzymał tytuł naukowy profesora. 
W latach 2007–2012 zajmował stanowisko dziekana Wydziału Prawa Uczelni Łazarskiego. W tym samym okresie był członkiem Podkomitetu ds. Prewencji Tortur przy Komitecie Praw Człowieka ONZ. Pracował także w Instytucie Profilaktyki Społecznej i Resocjalizacji UW oraz w Katedrze Prawa i Kryminologii Akademii Pedagogiki Specjalnej. Był promotorem prac doktorskich na Wydziale Prawa i Administracji UW oraz w Instytucie Nauk Prawnych Polskiej Akademii Nauk. Założyciel i kierownik Ośrodka Badań Handlu Ludźmi. 